# Safran Aero Boosters
Safran Aero Boosters ist ein Joint-Venture-Unternehmen von
- Safran S.A. 67 %
- Öffentliche Hand (der belgischen Region Wallonien) 31 %
- Société Fédérale de Participations et d’Investissement (SFPI) 2 %

Safran Aero Boosters wurde als Techspace Aero gegründet und ist an sehr vielen Entwicklungen oder sich in Produktion befindlichen Triebwerken beteiligt, ebenso wie sie in der Raumfahrt aktiv ist. Mit ca. 1350 Mitarbeitern wird dabei ein Umsatz von 448 Millionen Euro im Jahr 2012 erzielt. Im Jahr 2003 hat Techspace Aero durch den Zukauf der Firma CENCO von Pratt & Whitney ihre Kompetenz im Produktbereich der Teststandsaktivitäten deutlich erweitert. 2016 wurde das Unternehmen in Safran Aero Boosters umbenannt. 2022 erwirtschaftet Safran Aero Boosters eine Umsatz von 600 Millionen Euro, 2014 knapp über 800 Millionen.